# 恋の骨折り損
『恋の骨折り損』（Love's Labor's Lost）は、イギリスの劇作家ウィリアム・シェイクスピア作の喜劇。1595年から1596年の間、30歳頃の作品とされる。

## 物語
ナヴァール王国が舞台。国王とその3人の親友、ビローン、デュメイン、ロンガヴィルは、3年間学業に専念する誓いを立てる。その誓いには女性には一切会わないという条件も含まれていた。そんな矢先、フランス王女がアキテーヌの領地返還請求のため、ナヴァールを訪れることになる。4人は誓いをたてたものの、訪れた王女と3人の侍女たちに一目惚れしてしまう。

## 映画化
1999年にケネス・ブラナー監督で映画化された。舞台を1930年代に移し、ミュージカル仕立てになっている。興行的にはあまり成功しなかった。詳細については「恋の骨折り損 (2000年の映画)」を参照。

## 日本語訳
- 「恋の骨折損」坪内逍遥訳 中央公論社 1935
- 「恋の骨折損」和田勇一訳『シェイクスピア全集 第1 (喜劇 第1)』筑摩書房 1967
- 小田島雄志訳 白水社 1979 のち白水Uブックス
- 「恋の苦労のからまわり」木下順二訳『世界文学全集 9』講談社 1983
- 松岡和子訳 ちくま文庫 2008